# Estació de Palau de Noguera
Palau de Noguera és una estació de ferrocarril de FGC situada a l'oest de la població de Palau de Noguera, municipi de Tremp, a la comarca del Pallars Jussà. L'estació es troba a la línia Lleida - la Pobla de Segur per on circulen trens de la línia RL2 amb destinació la Pobla de Segur passant per Tremp. També trens turístics sota el nom comercial del Tren dels Llacs.
Aquesta estació va entrar en servei l'any 1950 quan es va obrir el tram entre Cellers-Llimiana (1949) i Tremp. Actualment aquest baixador, de disseny modern i més proper a la vila de Palau de Noguera, és una parada facultativa, que cal sol·licitar al cap de tren per tal que el comboi hi pari.
L'antiga estació era a mig camí entre Palau de Noguera i Puigcercós, més al sud de l'actual, i l'edifici principal de l'estació vella ha estat adaptat per al Centre de Capacitació Agrària del Pallars Jussà. Es conserven, a part del mateix edifici principal, les andanes i els edificis complementaris per a càrrega i descàrrega de mercaderies i per a serveix ferroviaris. També s'hi conserven les restes dels habitatges per a empleats del ferrocarril, avui dia del tot abandonats. Les vies del tren han estat separades del conjunt d'edificis per unes tanques metàl·liques per tal d'evitar accidents. L'andana actual es va construir per desplaçar el baixador uns metres respecte a les instal·lacions actuals, i disposa d'una marquesina.
Segons el Pla Territorial de l'Alt Pirineu i Aran el tram entre Balaguer i la Pobla té una consideració regional «que dona servei a una població quantitativament modesta i a una demanda de mobilitat obligada molt feble».
L'any 2016 va registrar l'entrada de menys de 1.000 passatgers.
| Línia Lleida - la Pobla de Segur de FGC |                  |       |       |                        |
| Procedència/Destinació                  | <                | Línia | >     | Procedència/Destinació |
| Lleida Pirineus                         | Guàrdia de Tremp |       | Tremp | la Pobla de Segur      |

## Galeria

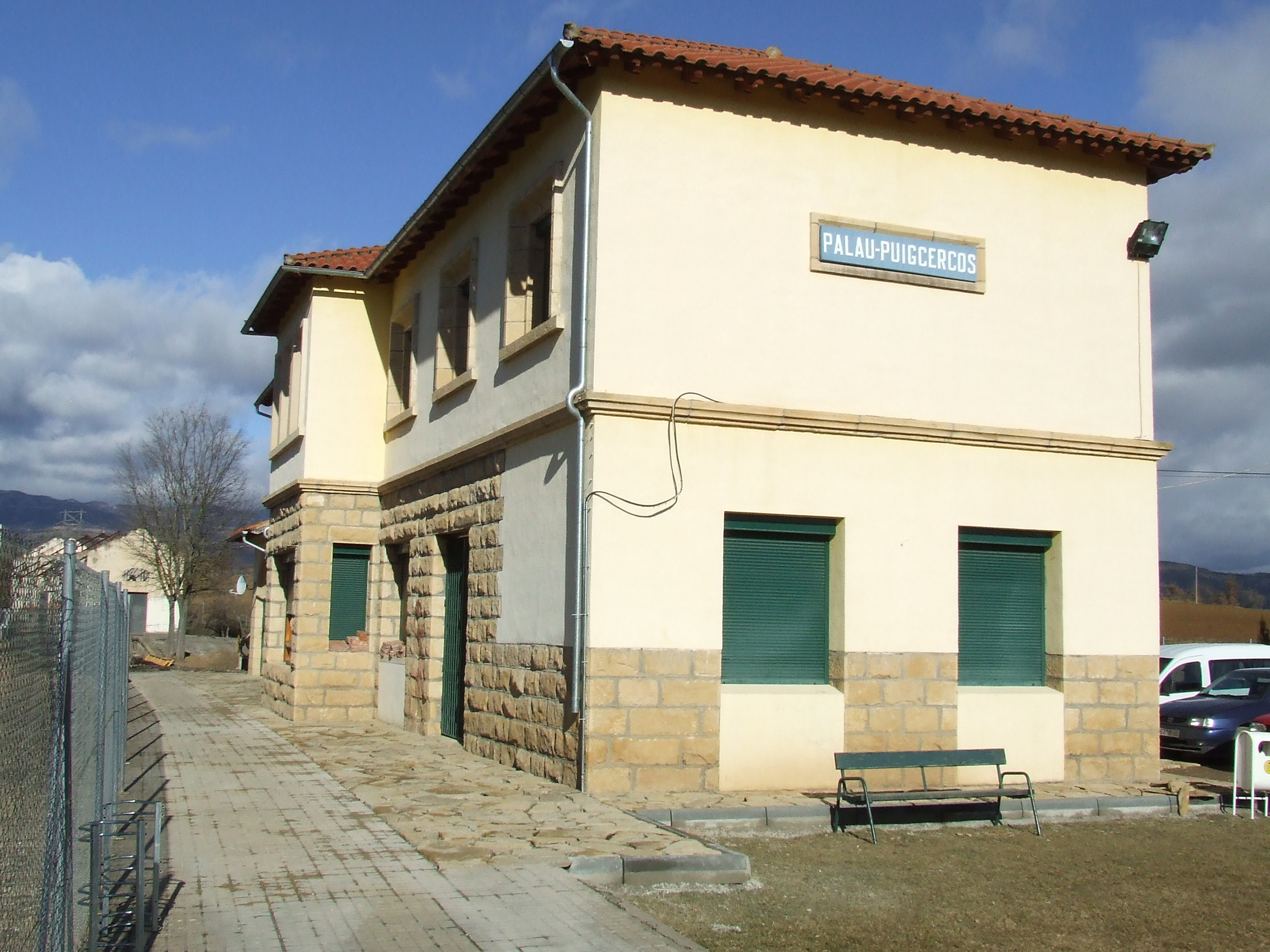
L'estació vella de Palau-Puigcercós, actualment Centre de Capacitació Agrària del Pallars Jussà.
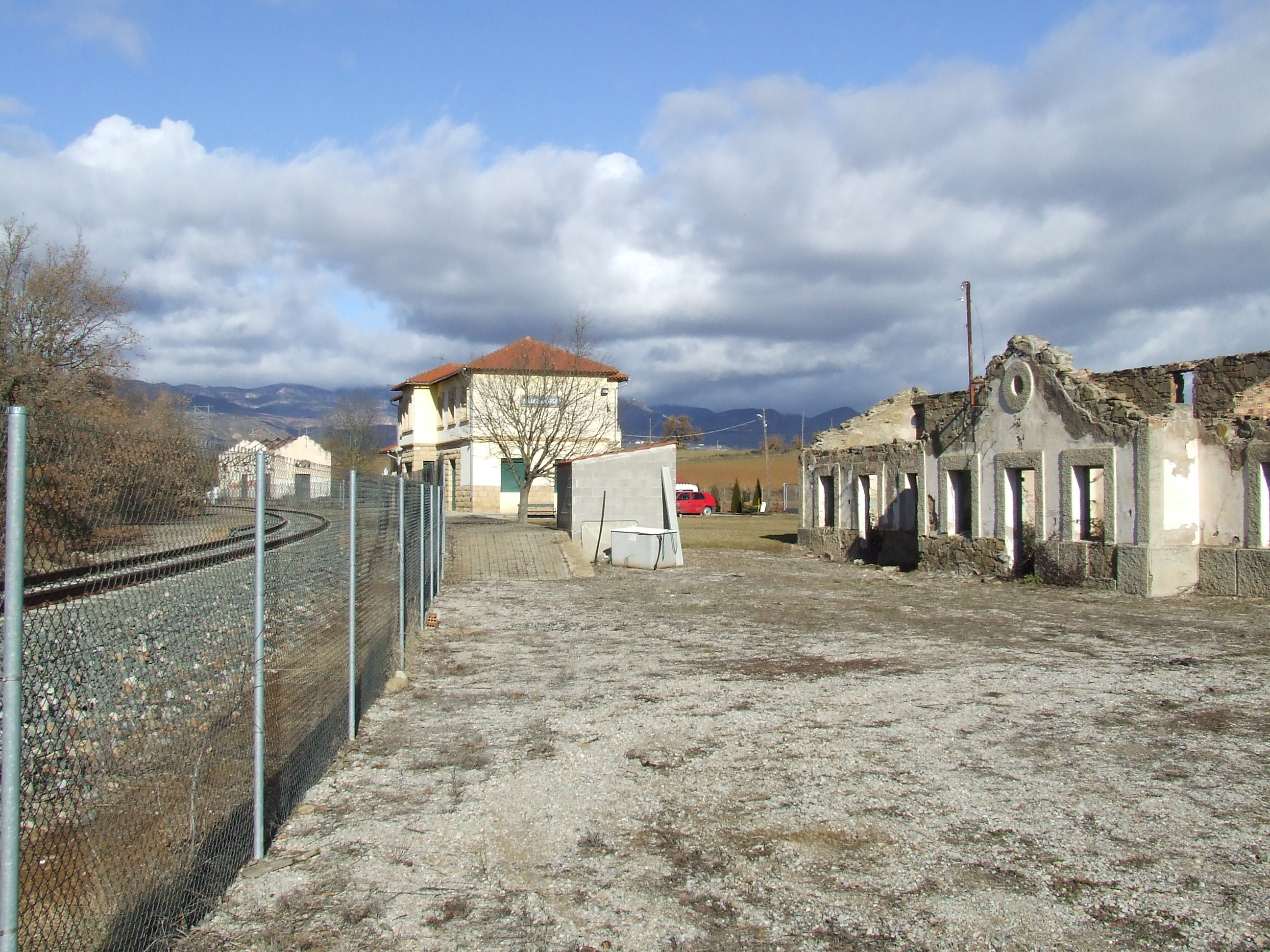
Conjunt d'edificis de l'estació vella, amb els habitatges per als treballadors.